# قطعنامه ۵۰۸ شورای امنیت
قطعنامه ۵۰۸ شورای امنیت سازمان ملل متحد که در تاریخ ۰۵ ژوئن ۱۹۸۲ تصویب شد، سندی بین‌المللی دربارهٔ اسرائیل-لبنان است. این قطعنامه طی نشست ۲۳۷۴ام با ۱۵ موافق، ۰ مخالف و ۰ ممتنع تصویب شد.